# Сало фон Вайссельбергер
Сало фон Вайссельберґер (Соломон дворянин фон Вайссельберґер; нім. Dr. Salo Edler von Weisselberger; * 1867, с. Драчинці Кіцманського повіту (Буковина), — † 20 березня 1931, м. Відень) — доктор права, буковинський політик, бурґомістр м. Чернівці у 1913–1914 роках, член ландтаґу Буковини (Буковинського крайового сейму) часів Австро-Угорської імперії, член Сенату, а потім член Палати депутатів (парламенту) Румунії в румунський період Буковини, активний діяч єврейської громади Чернівців.

## Біографія
Сало Вайссельберґер народився в єврейській сім'ї поміщика Йоеля Вайссельберґера та Єнти Розенцвейґ з села Драчинці, що під м. Кіцмань, за декілька десятків кілометрів від Чернівців.
Закінчив Чернівецьку ц.к. державну гімназію і правничий факультет Чернівецького університету ім. Франца Йозефа І.
Після завершення навчання в університеті, враховуючи відмінні успіхи в навчанні, його призначають юристом, а в 1892 році на посаду судді окружного суду (суду першої інстанції).
Після виходу в 1907 році у відставку з посади судового радника, Сало Вайссельберґер займається роботою у Чернівецькому магістраті. Його праця була пов'язана з благоустроєм міста, в тому числі з його електрифікацією.
В 1911–1914 роках Вайссельберґер був послом (депутатом) німецької міської курії в Буковинському ландтаґу (парламенті герцогства Буковини).
З 1907 року Сало Вайссельберґер обирався першим віце-бурґомістром Чернівців, а у 1913 році, за підтримки Бенно Штраухера, став бурґомістром і перебував на цій посаді до середини вересня 1914 року.
На початку серпня 1914 року Чернівці опинилися в обіймах Першої світової війни. Початок військових дій відразу викликав панічний страх у населення крайової столиці Буковини, оскільки місто розташовувалося досить недалеко від австро-російського державного кордону, де спалахнули бойові дії. Значна частина єврейського населення залишила Чернівці ще до початку російської окупації.

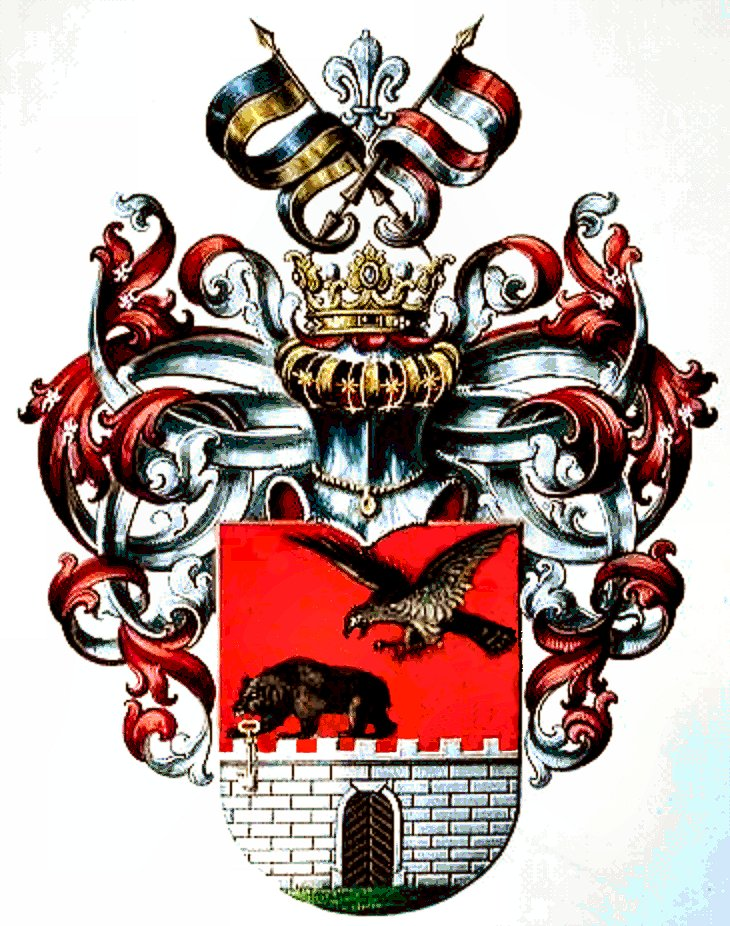
Шляхетський герб Сало фон Вайссельберґера

2 вересня 1914 року після короткої процедури передачі, здійсненої бурґомістром Сало Вайсельберґером, російські війська зайняли Чернівці. Сало Вайссельберґер робить усе можливе, щоб запобігти пограбуванню міста. Утім, це йому не вдалося. Мешканці Чернівців, які залишилися в окупації, щодень жили у страху, клопоті і печалі. А після прибуття до Чернівців російського губернатора С. Євреїнова, у ніч на 16 вересня Сало Вайссельберґер був заарештований і разом з іншими 23 авторитетними громадянами Буковини засланий на Сибір. У російському полоні він пробув майже 14 місяців і завдяки клопотанню міжнародних організацій, в числі інших буковинців (після процедури обміну заручників), через Петроград і Стокгольм у листопаді 1915 року дістався до Відня.
За мужність і стійкість Сало Вайссельберґер був удостоєний дворянства і почав іменуватися д-р Сало дворянин фон Вайссельберґер.
Події, що відбувалися у Чернівцях під час Першої російської окупації, Сало фон Вайссельберґер описав у спогадах румунською і французькою мовами.
Після закінчення війни і розпаду Австро-Угорської імперії війська Румунського королівства окупували Буковину і край невдовзі був приєднаний до Румунії, Сало фон Вайссельберґер провадить політичну діяльність, співпрацюючи з буковинською організацією Націонал-ліберальної партії.
У 1922–1926 роках він обирається сенатором у Парламенті Румунії і в Палату депутатів з 1927 до 1928 року.
Помер Сало фон Вайссельберґер 20 березня 1931 року у Відні (Австрія).

Примітки
1. ↑  Згідно з німецькою версією — 15 березня.
2. ↑  В Буковинському сеймі існувало квотне представництво — від єврейської громади 10 послів.
3. ↑  З нагоди повернення Саломона фон Вайссельбергера на Батьківщину та в пам'ять про його заслуги Г.Гуршнер виготовив пам'ятну медаль.
4. ↑    - Memoriu asupra evenimentelor petrecute în Bucovina în luna lui Septemvrie 1914, Cernăuți 1916;
* Compte rendu des événements perpétrés en Bucovine au mois de septembre 1914 Cernăuți 1916 (Ausgabe in Französisch).